# Manuel de Oliveira Gomes da Costa
« Gomes da Costa » redirige ici. Pour le footballeur, voir Francisco Gomes da Costa.
Pour les articles homonymes, voir Oliveira et Da Costa.
Le maréchal Manuel de Oliveira Gomes da Costa (Lisbonne, 14 janvier 1863 - Lisbonne, 17 décembre 1929) est un militaire et homme d'État portugais.

## Biographie
Durant la Première Guerre mondiale, il dirige la 2e division d'infanterie, elle se bat durant la Bataille de la Lys en 1918.
Comme militaire il s'est illustré dans les campagnes de pacification des colonies de l'empire colonial portugais en Afrique et en Inde. Il a également joué un rôle important dans la participation du Portugal à la Première Guerre mondiale.
Il est le 10e président de la République et second de la dictature militaire qui précéda l'Estado Novo. C'est Francisco Manuel Homem Cristo Filho qui lui succède comme second de la dictature militaire.